# 革新运动
革新运动（法語：Mouvement Réformateur，法語發音：[muvmɑ̃ ʁefɔʁmatœʁ]，縮寫为MR）是比利时法语区自由主義政党，成立于2002年。传统上来说，该党是保守自由主義政党，但也包含社会自由主义派别。

## 历史
革新运动成立于2002年3月24日，由四个政党合并而成：
- 自由改革党（Parti réformateur libéral，PRL），法语自由主义政党，对应荷兰语区的开放弗拉芒自由民主党；
- 法语者民主阵线（Fédéralistes Démocrates Francophones，FDF）；
- 公民革新运动（Mouvement des citoyens pour le changement，MCC）；
- 自由与进步党（Partei für Freiheit und Fortschritt，PFF），上世纪原自由与进步党在德语区的姊妹政党。

后三者保留了自己的结构，而自由改革党已完全被革新运动吸收。